# (400163) 2006 VB111
(400163) 2006 VB111 es un asteroide perteneciente al cinturón de asteroides, descubierto el 13 de noviembre de 2006 por el equipo del Spacewatch desde el Observatorio Nacional de Kitt Peak, Arizona, Estados Unidos.

## Designación y nombre
Designado provisionalmente como 2006 VB111.

## Características orbitales
2006 VB111 está situado a una distancia media del Sol de 2,639 ua, pudiendo alejarse hasta 3,377 ua y acercarse hasta 1,902 ua. Su excentricidad es 0,279 y la inclinación orbital 3,744 grados. Emplea 1566,74 días en completar una órbita alrededor del Sol.

## Características físicas
La magnitud absoluta de 2006 VB111 es 17.